# Enrico Garau
Enrico Garau (Sassari, 10 settembre 1895 – Bitti, 10 luglio 1916) è stato un carabiniere italiano, insignito di Medaglia d'Oro al Valor Civile alla memoria.

## Biografia
Morì prestando soccorso a civili, assieme al carabiniere Raffaele Giua, in occasione del violento incendio che si sviluppò nei territori di Bitti, Osidda, Onanì, Lula, Lodè.